# 1. Frauenfußballclub Turbine Potsdam 71 2014-2015
Questa voce raccoglie le informazioni riguardanti la sezione di calcio femminile del 1. Frauenfußballclub Turbine Potsdam 71 nelle competizioni ufficiali della stagione 2014-2015.

## Stagione

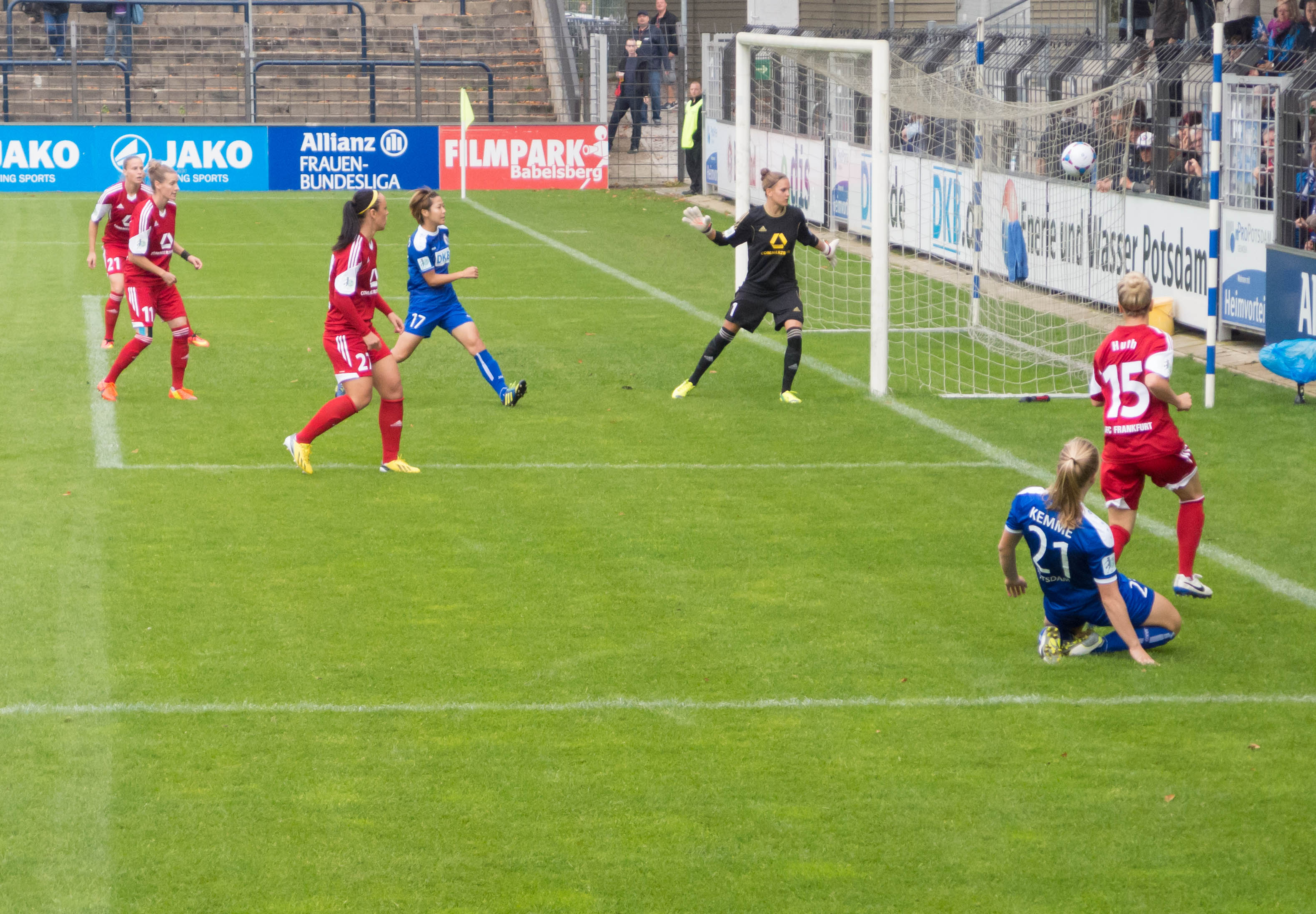
Un'azione di gioco dell'incontro Turbine Potsdam (in blu) vs.

Il Turbine Potsdam, sempre alla guida tecnica di Bernd Schroder, pur avendo perso alcune importanti pedine della precedente stagione decide di non muoversi eccessivamente durante la sessione estiva calciomercato, integrando con nuovi acquisti i reparti in difesa e centrocampo.
Il Turbine Potsdam in campionato conferma le buone prestazione della stagione passata, dopo una prima parte dove rimane in vetta alla classifica la doppia sconfitta alla 6ª, col Wolfsburg, e 7ª giornata con il Bayern Monaco, la fa scendere al 4º posto, posizione che mantiene, tranne una breve risalita al 3º, fino alla fine, totalizzando 48 punti grazie alle 15 vittorie, 3 pareggi e 4 sconfitte, queste ultime subite dalle tre squadre meglio classificate rispettivamente le campionesse del Bayern Monaco, il Wolfsburg e l'1. FFC Francoforte. Con 52 reti siglate, 10 delle quali dalla nazionale equatoguineana Genoveva Añonma, la squadra si colloca al 4º posto come migliore attacco del campionato e e nuovamente al 4º per quantità di reti subite (24). Le vittorie con maggior scarto, entrambe con il risultato di 6-1 sulle avversarie, sono quelle ottenute in trasferta alla 9ª giornata sul Bayer Leverkusen e alla 15ª in casa con il Friburgo, mentre la sconfitta con maggior scarto è il 5-1 subito in trasferta dall'1. FFC Francoforte alla 14ª giornata.
In Coppa di Germania, dopo aver avuto facile ragione del Germania Hauenhorst per 8-0 all'entrata nel torneo nel secondo turno, supera con un netto 4-0 le avversarie dell'Herforder agli ottavi di finale e prosegue la sua corsa battendo il Colonia per 3-0 ai quarti e in semifinale, giocata in casa dell'1. FFC Francoforte, con il risultato di 2-1. Giunta in finale, davanti ai 19 204 spettatori del RheinEnergieStadion di Colonia perde l'unico incontro del torneo con il Wolfsburg che, battendolo per 3-0, si aggiudica per la seconda volta il titolo nella sua storia sportiva.

## Maglie e sponsor
|  | Casa | Trasferta |

## Rosa
Rosa, ruoli e numeri di maglia tratti dal sito della federcalcio tedesca.
| N. |                               | Ruolo | Calciatrice          |
| -- | ----------------------------- | ----- | -------------------- |
| 1  | Germania (bandiera)           | P     | Vanessa Fischer      |
| 2  | Stati Uniti (bandiera)        | C     | Rachel Mercik        |
| 3  | Stati Uniti (bandiera)        | D     | Kate Deines          |
| 4  | Germania (bandiera)           | D     | Johanna Elsig        |
| 5  | Germania (bandiera)           | D     | Victoria Krug        |
| 6  | Guinea Equatoriale (bandiera) | A     | Genoveva Añonma      |
| 7  | Stati Uniti (bandiera)        | C     | Ingrid Wells         |
| 8  | Germania (bandiera)           | D     | Wibke Meister        |
| 9  | Macedonia (bandiera)          | A     | Nataša Andonova      |
| 10 | Germania (bandiera)           | C     | Julia Šimić          |
| 11 | Germania (bandiera)           | C     | Jennifer Cramer      |
| 13 | Svizzera (bandiera)           | C     | Lia Wälti (capitano) |
| 14 | Germania (bandiera)           | D     | Jennifer Zietz       |
| 15 | Germania (bandiera)           | D     | Inka Wesely          |
| 16 | Germania (bandiera)           | C     | Magdalena Szaj       |

| N. |                                 | Ruolo | Calciatrice            |
| -- | ------------------------------- | ----- | ---------------------- |
| 17 | Giappone (bandiera)             | C     | Asano Nagasato         |
| 17 | Germania (bandiera)             | A     | Viktoria Schwalm       |
| 18 | Germania (bandiera)             | A     | Isabella Möller        |
| 19 | Germania (bandiera)             | C     | Felicitas Rauch        |
| 20 | Germania (bandiera)             | C     | Jenny Hipp             |
| 21 | Germania (bandiera)             | C     | Tabea Kemme            |
| 22 | Germania (bandiera)             | D     | Stefanie Draws         |
| 23 | Bosnia ed Erzegovina (bandiera) | D     | Lidija Kuliš           |
| 24 | Germania (bandiera)             | P     | Anna-Felicitas Sarholz |
| 25 | Scozia (bandiera)               | A     | Lisa Evans             |
| 26 | Cina (bandiera)                 | P     | Fei Wang               |
| 29 | Bosnia ed Erzegovina (bandiera) | C     | Amela Kršo             |
| 31 | Germania (bandiera)             | C     | Pauline Bremer         |
| 33 | Danimarca (bandiera)            | D     | Nina Frausing Pedersen |

## Calciomercato

### Sessione estiva
| Acquisti | Acquisti       | Acquisti        | Acquisti |
| R.       | Nome           | da              | Modalità |
| -------- | -------------- | --------------- | -------- |
| D        | Kate Deines    | Seattle Reign   | prestito |
| C        | Rachel Mercik  | Bay Area Breeze |          |
| C        | Magdalena Szaj | Breslavia       |          |

| Cessioni | Cessioni               | Cessioni             | Cessioni |
| R.       | Nome                   | a                    | Modalità |
| -------- | ---------------------- | -------------------- | -------- |
| P        | Ann-Katrin Berger      | Paris Saint-Germain  |          |
| P        | Guðbjörg Gunnarsdóttir | LSK Kvinner          |          |
| D        | Maren Mjelde           | Kopparbergs/Göteborg |          |
| C        | Antonia Göransson      | Vittsjö GIK          |          |
| A        | Ada Hegerberg          | Olympique Lione      |          |

### Sessione invernale
| Acquisti | Acquisti               | Acquisti      | Acquisti |
| R.       | Nome                   | da            | Modalità |
| -------- | ---------------------- | ------------- | -------- |
| P        | Fei Wang               | Dalian Yifang |          |
| D        | Nina Frausing Pedersen | Liverpool     |          |
| C        | Amela Kršo             | Ferencváros   |          |

| Cessioni         | Cessioni        | Cessioni        | Cessioni |
| R.               | Nome            | a               | Modalità |
| ---------------- | --------------- | --------------- | -------- |
| C                | Julia Šimić     | Wolfsburg       |          |
| Altre operazioni |                 |                 |          |
| R.               | Nome            | a               | Modalità |
| A                | Genoveva Añonma | Portland Thorns |          |

## Risultati

### Frauen-Bundesliga

#### Girone di andata
| Arbitro: | Derlin (Bad Schwartau) |

|                                            |           |  |
| Añonma 3’ Wälti 34’ Šimić 82’ Nagasato 88’ | Marcatori |  |

| Arbitro: | Biehl (Siesbach) |

|  |           |            |
|  | Marcatori | 61’ Cramer |

| Arbitro: | Kurtes (Düsseldorf) |

|                   |           |             |
| Nagasato 42’, 59’ | Marcatori | 79’ Laudehr |

| Arbitro: | Wolk (Worms) |

|                 |           |                                             |
| Starke 40’, 72’ | Marcatori | 4’ Šimić 21’ Wesely 29’ Nagasato 53’ Cramer |

| Arbitro: | Derlin (Bad Schwartau) |

|                                         |           |  |
| Nagasato 2’ Šimić 18’ (rig.) Wesely 75’ | Marcatori |  |

| Arbitro: | Biehl (Siesbach) |

|                     |           |            |
| Popp 31’ Müller 88’ | Marcatori | 16’ Añonma |

| Arbitro: | Illing (Limbach-Oberfrohna) |

|  |           |                      |
|  | Marcatori | 56’ (rig.) Behringer |

| Arbitro: | Söder (Ingolstadt) |

|                                      |           |                                       |
| Costa 45’ Morina 57’ Kirchberger 87’ | Marcatori | 25’ Añonma 30’ Kemme 80’ (aut.) Kiwic |

| Arbitro: | Baitinger (Friesenheim) |

|            |           |                                                                   |
| Linden 46’ | Marcatori | 9’ Andonova 39’, 49’ Añonma 54’ (rig.) Šimić 59’ Bremer 87’ Wälti |

| Arbitro: | Diekmann (Dortmund) |

|                |           |  |
| Rauch 22’, 29’ | Marcatori |  |

| Arbitro: | Hussein (Bad Harzburg) |

|                      |           |                                          |
| Hearn 45’ Julien 68’ | Marcatori | 35’ Nagasato 70’ Wesely 82’ (rig.) Šimić |

#### Girone di ritorno
| Arbitro: | Illing (Limbach-Oberfrohna) |

|           |           |                            |
| Nesse 26’ | Marcatori | 11’ Añonma 29’, 46’ Bremer |

| Arbitro: | Söder (Ingolstadt) |

|                                         |           |           |
| Kemme 14’ Añonma 29’ Pauline Bremer 33’ | Marcatori | 4’ Gidion |

| Arbitro: | Wolk (Worms) |

|                                                     |           |            |
| Šašić 5’ (rig.), 29’, 50’ Marozsán 21’ Islacker 90’ | Marcatori | 88’ Wesely |

| Arbitro: | Hussein (Bad Harzburg) |

|                                                                       |           |                    |
| Elsig 10’ (rig.) Pedersen 23’, 81’ Wesely 58’ Añonma 74’ Andonova 88’ | Marcatori | 53’ (rig.) Däbritz |

| Arbitro: | Westerhoff (Bochum) |

|              |           |                            |
| Demann 90+1’ | Marcatori | 52’ Kemme 75’, 90+1’ Evans |

| Arbitro: | Wolk (Worms) |

|                         |           |  |
| Añonma 78’ Andonova 88’ | Marcatori |  |

| Arbitro: | Kurtes (Düsseldorf) |

|                    |           |  |
| Brynjarsdóttir 76’ | Marcatori |  |

| Arbitro: | Derlin (Bad Schwartau) |

|                     |           |  |
| Debitzki 42’ (aut.) | Marcatori |  |

| Potsdam 19 aprile 2015, ore 14:00 CEST 20ª giornata | Turbine Potsdam     | 0 – 0 referto | Bayer Leverkusen | Karl-Liebknecht-Stadion (2 600 spett.)\| Arbitro: \| Schultz (Wolfsburg) \| |
| Arbitro:                                            | Schultz (Wolfsburg) |               |                  |                                                                             |

| Arbitro: | Wozniak (Herne) |

|          |           |            |
| Veth 27’ | Marcatori | 15’ Wesely |

| Arbitro: | Söder (Ingolstadt) |

|                                      |           |          |
| Añonma 36’ Zietz 47’ (rig.) Kršo 87’ | Marcatori | 18’ Utes |

### DFB-Pokal
| Arbitro: | Wozniak (Herne) |

|  |           |                                                                        |
|  | Marcatori | 5’ Rauch 10’, 21’, 61’ Bremer 40’ Añonma 52’ Wells 76’ Szaj 82’ Wesely |

| Arbitro: | Derlin (Bad Schwartau) |

|                                       |           |  |
| Šimić 29’ (rig.) Bremer 36’, 80’, 86’ | Marcatori |  |

| Arbitro: | Biehl (Siesbach) |

|  |           |                           |
|  | Marcatori | 49’, 90’ Bremer 85’ Kemme |

| Arbitro: | Biehl (Siesbach) |

|             |           |                         |
| Boquete 86’ | Marcatori | 43’ Nagasato 55’ Añonma |

| Arbitro: | Moiken Wolk (Worms) |

|  |           |                                 |
|  | Marcatori | 13’, 61’ (rig.) Müller 70’ Popp |

## Statistiche

### Statistiche di squadra
| Competizione         | Punti | In casa | In casa | In casa | In casa | In casa | In casa | In trasferta | In trasferta | In trasferta | In trasferta | In trasferta | In trasferta | Totale | Totale | Totale | Totale | Totale | Totale | DR  |
| Competizione         | Punti | G       | V       | N       | P       | Gf      | Gs      | G            | V            | N            | P            | Gf           | Gs           | G      | V      | N      | P      | Gf     | Gs     | DR  |
| -------------------- | ----- | ------- | ------- | ------- | ------- | ------- | ------- | ------------ | ------------ | ------------ | ------------ | ------------ | ------------ | ------ | ------ | ------ | ------ | ------ | ------ | --- |
| Frauen Bundesliga    | 48    | 11      | 9       | 1       | 1       | 26      | 5       | 11           | 6            | 2            | 3            | 26           | 19           | 22     | 15     | 3      | 4      | 52     | 24     | +28 |
| DFB-Pokal der Frauen | -     | 2       | 1       | 0       | 1       | 4       | 3       | 3            | 3            | 0            | 0            | 13           | 1            | 5      | 4      | 0      | 1      | 17     | 4      | +13 |
| Totale               | -     | 13      | 10      | 1       | 2       | 30      | 8       | 14           | 9            | 2            | 3            | 39           | 20           | 27     | 19     | 3      | 5      | 69     | 28     | +41 |

### Andamento in campionato
| Giornata  | 1 | 2 | 3 | 4 | 5 | 6 | 7 | 8 | 9 | 10 | 11 | 12 | 13 | 14 | 15 | 16 | 17 | 18 | 19 | 20 | 21 | 22 |
| --------- | - | - | - | - | - | - | - | - | - | -- | -- | -- | -- | -- | -- | -- | -- | -- | -- | -- | -- | -- |
| Luogo     | C | T | C | T | C | T | C | T | T | C  | T  | T  | C  | T  | C  | T  | C  | T  | C  | C  | T  | C  |
| Risultato | V | V | V | V | V | P | P | N | V | V  | V  | V  | V  | P  | V  | V  | V  | P  | V  | N  | N  | V  |
| Posizione | 1 | 1 | 2 | 1 | 1 | 2 | 4 | 4 | 4 | 4  | 4  | 3  | 3  | 4  | 4  | 4  | 4  | 4  | 4  | 4  | 4  | 4  |

Legenda:

Luogo: C = Casa; T = Trasferta. Risultato: V = Vittoria; N = Pareggio; P = Sconfitta.

### Statistiche delle giocatrici
| Giocatore            | Frauen-Bundesliga | Frauen-Bundesliga | Frauen-Bundesliga | Frauen-Bundesliga | DFB-Pokal der Frauen | DFB-Pokal der Frauen | DFB-Pokal der Frauen | DFB-Pokal der Frauen | Totale   | Totale | Totale      | Totale     |
| Giocatore            | Presenze          | Reti              | Ammonizioni       | Espulsioni        | Presenze             | Reti                 | Ammonizioni          | Espulsioni           | Presenze | Reti   | Ammonizioni | Espulsioni |
| -------------------- | ----------------- | ----------------- | ----------------- | ----------------- | -------------------- | -------------------- | -------------------- | -------------------- | -------- | ------ | ----------- | ---------- |
| N. Andonova          | 22                | 3                 | 2                 | 0                 | 4                    | 0                    | 0                    | 0                    | 26       | 3      | 2           | 0          |
| G. Añonma            | 21                | 10                | 4                 | 0                 | 5                    | 2                    | 0                    | 0                    | 26       | 12     | 4           | 0          |
| P. Bremer            | 17                | 4                 | 0                 | 0                 | 4                    | 8                    | 0                    | 0                    | 21       | 12     | 0           | 0          |
| J. Cramer            | 21                | 2                 | 3                 | 0                 | 5                    | 0                    | 2                    | 0                    | 26       | 2      | 5           | 0          |
| K. Deines            | 2                 | 0                 | 0                 | 0                 | 1                    | 0                    | 0                    | 0                    | 3        | 0      | 0           | 0          |
| S. Draws             | -                 | -                 | -                 | -                 | -                    | -                    | -                    | -                    | -        | -      | -           | -          |
| J. Elsig             | 15                | 1                 | 0                 | 0                 | 4                    | 0                    | 1                    | 0                    | 19       | 1      | 1           | 0          |
| L. Evans             | 11                | 2                 | 0                 | 0                 | 2                    | 0                    | 0                    | 0                    | 13       | 2      | 0           | 0          |
| V. Fischer           | -                 | -                 | -                 | -                 | 2                    | 0                    | 0                    | 0                    | 2        | 0      | 0           | 0          |
| N. Frausing Pedersen | 8                 | 2                 | 2                 | 0                 | 2                    | 0                    | 1                    | 0                    | 10       | 2      | 3           | 0          |
| J. Hipp              | -                 | -                 | -                 | -                 | -                    | -                    | -                    | -                    | -        | -      | -           | -          |
| T. Kemme             | 19                | 3                 | 2                 | 0                 | 4                    | 1                    | 0                    | 0                    | 23       | 4      | 2           | 0          |
| A. Kršo              | 5                 | 1                 | 0                 | 0                 | -                    | -                    | -                    | -                    | 5        | 1      | 0           | 0          |
| V. Krug              | -                 | -                 | -                 | -                 | 1                    | 0                    | 0                    | 0                    | 1        | 0      | 0           | 0          |
| L. Kuliš             | 18                | 0                 | 5                 | 0                 | 3                    | 0                    | 0                    | 0                    | 21       | 0      | 5           | 0          |
| W. Meister           | -                 | -                 | -                 | -                 | 1                    | 0                    | 0                    | 0                    | 1        | 0      | 0           | 0          |
| R. Mercik            | 9                 | 0                 | 0                 | 0                 | 2                    | 0                    | 0                    | 0                    | 11       | 0      | 0           | 0          |
| I. Möller            | -                 | -                 | -                 | -                 | -                    | -                    | -                    | -                    | -        | -      | -           | -          |
| A. Nagasato          | 21                | 6                 | 1                 | 0                 | 4                    | 1                    | 0                    | 0                    | 25       | 7      | 1           | 0          |
| F. Rauch             | 15                | 2                 | 0                 | 0                 | 3                    | 1                    | 0                    | 0                    | 18       | 3      | 0           | 0          |
| A. Sarholz           | 14                | -14               | 0                 | 0                 | 2                    | 0                    | 0                    | 0                    | 16       | -14    | 0           | 0          |
| V. Schwalm           | 2                 | 0                 | 0                 | 0                 | 1                    | 0                    | 0                    | 0                    | 3        | 0      | 0           | 0          |
| J. Šimić             | 13                | 5                 | 1                 | 0                 | 2                    | 1                    | 0                    | 0                    | 15       | 6      | 1           | 0          |
| M. Szaj              | 2                 | 0                 | 0                 | 0                 | 1                    | 1                    | 0                    | 0                    | 3        | 1      | 0           | 0          |
| L. Wälti             | 20                | 2                 | 1                 | 0                 | 5                    | 0                    | 0                    | 0                    | 25       | 2      | 1           | 0          |
| F. Wang              | 9                 | -10               | 0                 | 0                 | 1                    | -1                   | 0                    | 0                    | 10       | -11    | 0           | 0          |
| I. Wells             | 1                 | 0                 | 0                 | 0                 | 1                    | 1                    | 0                    | 0                    | 2        | 1      | 0           | 0          |
| I. Wesely            | 22                | 6                 | 3                 | 0                 | 5                    | 1                    | 0                    | 0                    | 27       | 7      | 3           | 0          |
| J. Zietz             | 12                | 1                 | 1                 | 0                 | 4                    | 0                    | 1                    | 0                    | 16       | 1      | 2           | 0          |